# 星光防空导弹
星光是一款由英國泰利斯貝爾法斯特公司研发制造的便携式防空導彈，於1997年起進入英軍服役。其名稱中的HVM意為高速導彈（英語：High Velocity Missile，當導彈發射之後，其二级火箭的弹头會加速到超過4馬赫的驚人速度，是世界上飛行速度最快的短程便攜式防空導彈，其高速對突破敵機防禦系統及增加命中率有顯著效果；其彈頭更採取了子母彈形式，彈頭在接近目标后会分成三發，更令其命中率得以進一步提高。
2012年，厂商將其更名改稱「力盾」（英語：ForceShield）。

## 概述

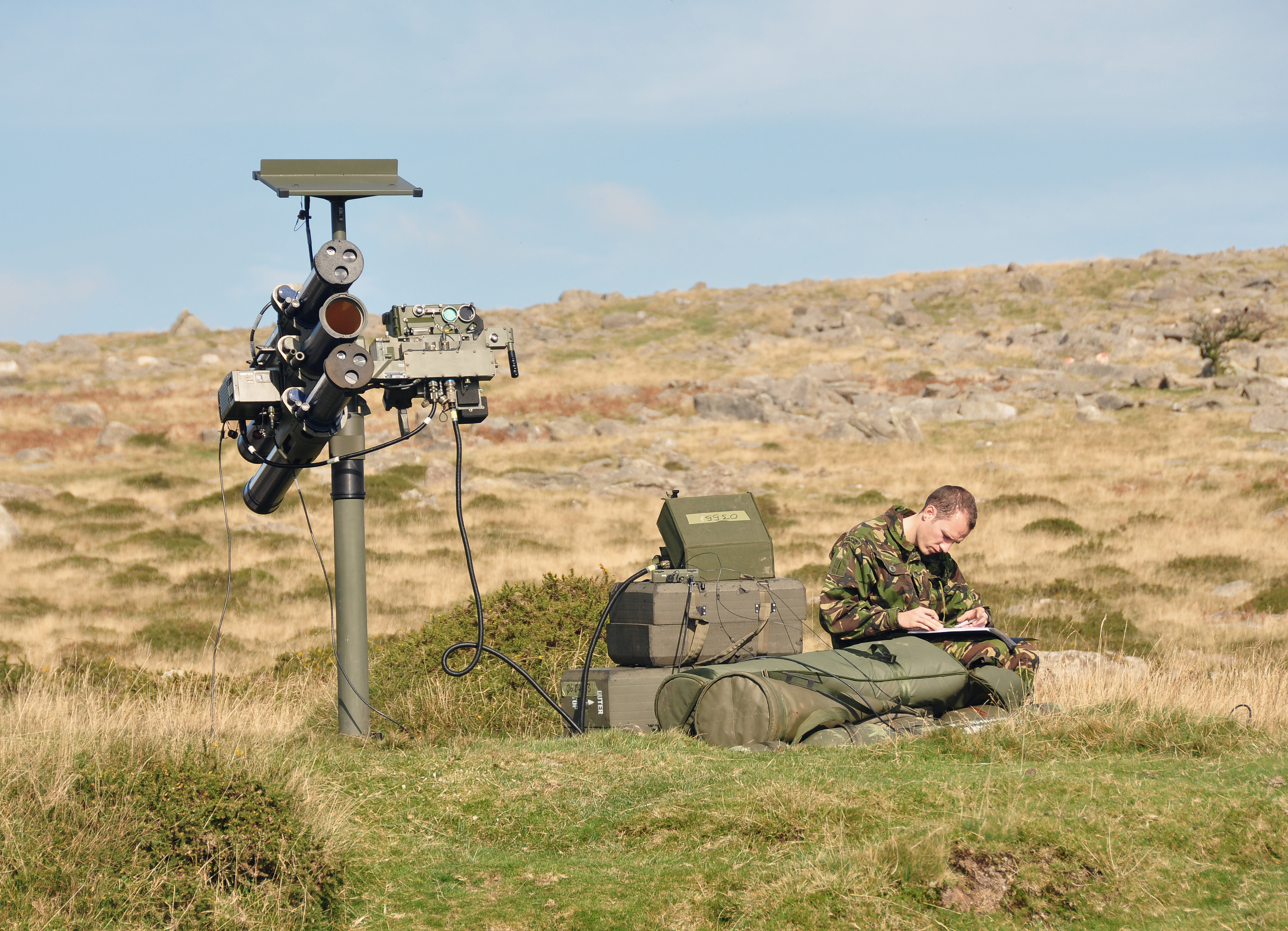
在英国达特穆尔的训练，3枚导弹已经有1枚被发射

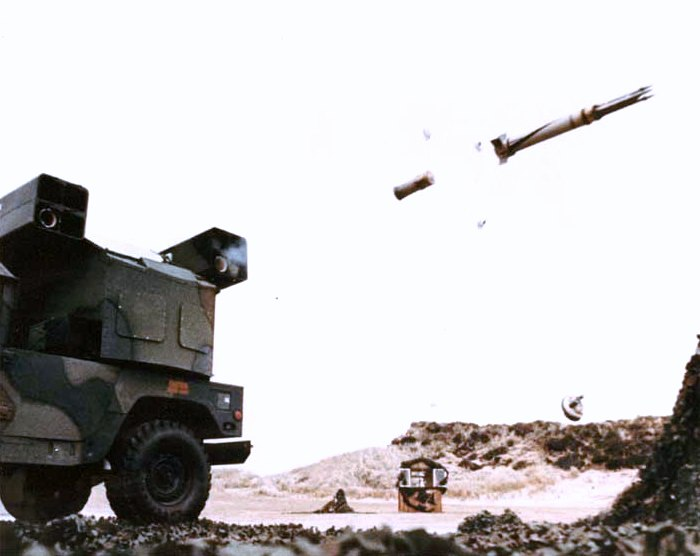
復仇者防空飛彈系統发射星光防空导弹

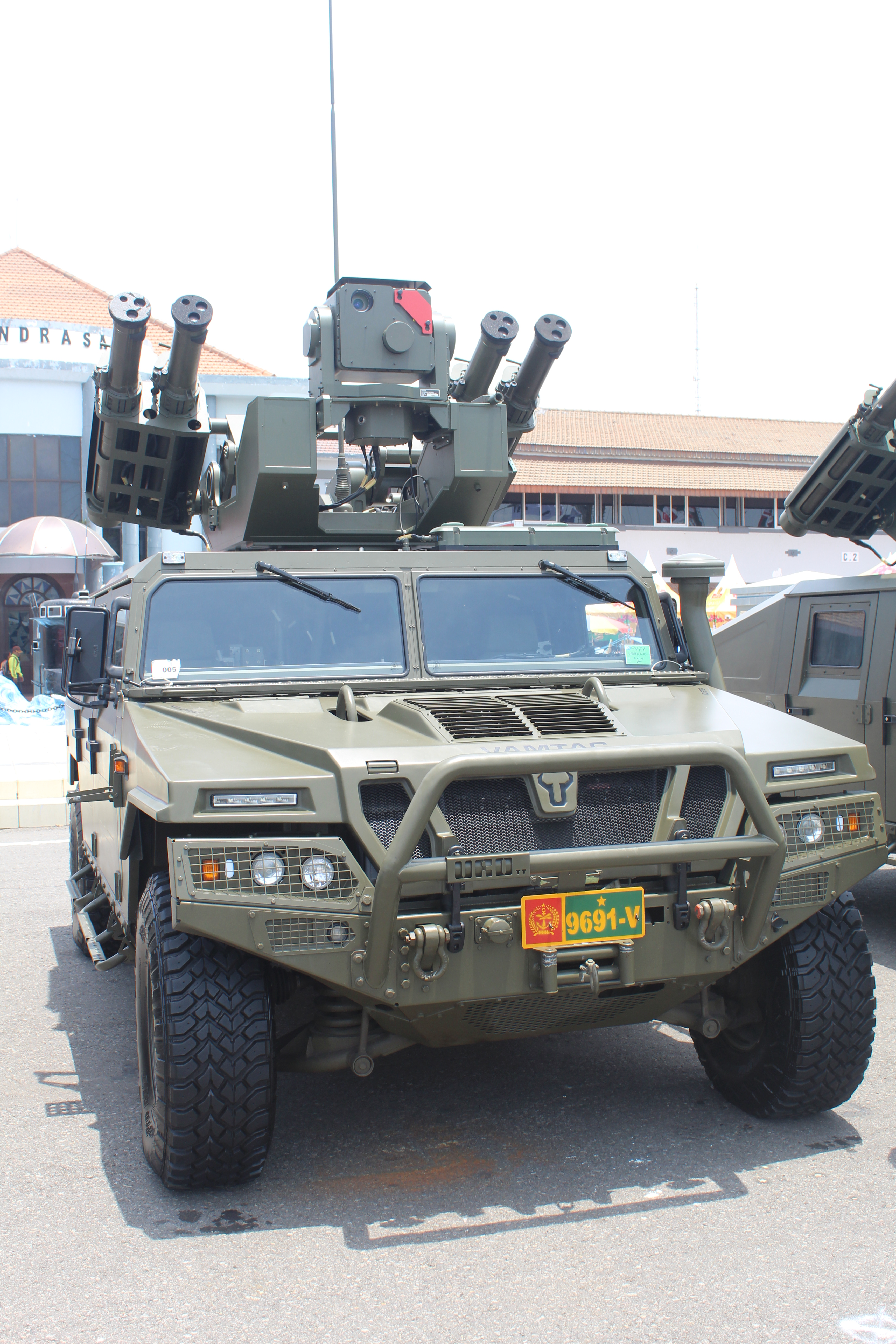
一組架設在瓦曼塔裝甲車上的四聯裝星光防空飛彈

星光导弹包装在密封发射套管内。发射套管附加一个瞄准部件就可以发射。操纵手用瞄准部件的光学稳定的瞄具跟踪目标。这使得瞄准部件可计算出导弹击中目标的正确飞行轨迹。操纵手可以把风向输入到瞄准部件中。对于远程目标，操纵手还可提供仰角。当初始跟踪完成，操纵手按下发射按钮发射导弹。
导弹首先点燃第一段火箭发动机，把导弹从套管发射出去，并在飞离套管前第一段火箭发动机燃尽以保护操纵手。当导弹离开发射套管在安全距离以外，第二阶段火箭发动机点火，在距离发射位置400米处加速导弹到3.5马赫。第二阶段火箭发动机燃尽，3枚“飞镖”子弹头被释放。每枚子弹药长396（15.6英寸），直径22（0.87英寸），重900克（32盎司），在旋转的前部弹体有两块鸭翼，不旋转的后部弹体有四块弹翼。后部弹体也装有电子部件制导这枚子弹头。子弹头由钨合金制造，装药450 g（16 oz），延期碰炸引信。
导弹由瞄准部件发射的两束正交的二维激光束。 激光根据其在投影矩阵中的位置调制。子弹头的传感器检测到激光，根据其调制信息确定翼面调整。通过一个离合器减速前部弹体旋转，然后前翼控制子弹头的飞行方向调整。3枚子弹头在1.5米半径的距离上飞行，保持足够的动能以拦截7000m距离上9g的目标。
子弹头撞击目标时，延迟动作引信触发，这使得子弹头穿入目标内部后再爆炸。子弹头的钨合金外壳预制破片，这可以极大化杀伤效果。

## 型号
- 空对空星光（ATASK）：从直升机发射。1995-1998年与麦道与洛马电子联合开发，用于AH-64阿帕奇直升机[6]。1995年和1998年間裝備服役。
- 从轻型多联发射器（LML）：装有3枚导弹，可静止发射，也可装在轻型车辆如路虎或悍马。[6]
- 海光（Seastreak）：两种版本，单人操纵版类似于LML但为六联装。近程防御武器系统装有24枚导弹。
- SP HVM：装在Alvis Stormer（英语：Alvis Stormer）装甲战车顶部的8枚待发导弹，车内储备12枚导弹。[6]
- 星光复仇者（Starstreak Avenger）：1990年代应美国陆军需求开发，在波音“复仇者”车载防空系统上一组FIM-92刺針飛彈替换为2個4联星光导弹并修改了相应的火控系统。
- 星光II：星光的升级版。
- THOR/多任务系统（MMS）：平兹高尔（英语：Pinzgauer High Mobility All-Terrain Vehicle）6x6（英语：6x6）越野底盘上安装4联发射具，[7]，2005年公开展示。[8]
- 瓦曼塔装甲车上的RapidRanger发射具。

## 性能

### 优点
星紋飛彈擁有紅外、雷達、光學、雷射、無線引導等多種鎖定制導方式：
- 不受红外对抗措施（英语：Infrared countermeasure）或无线电对抗措施的阻礙。[9]
- 不被反辐射导弹压制。[9]
- 高速导弹能拦截高速飞行的飞机。
- 3枚子弹头增加了杀伤区域范围，增高了至少一枚击中目标的概率。
- 高速导弹降低了其他潜在对抗措施的效能时间，如波束避让（beam manoeuvring）或用战场眩目激光主动压制制导激光源。

### 缺点
- 更換彈藥時間極長，所以必須一次性解決掉目標。
- 子母弹头没有近炸引信，必须碰撞目标才能引爆。
- 缺乏射後不理機制，步兵於射擊時必須一直原地鎖定目標，導致易受反擊或被其他部隊攻擊。
- 雷射制導容易被雷射接受裝置警告，雖然在戰場上多數飛行員認為是誤報。然而相比之下的紅外製導飛彈對飛機的迫近警告（MAWS）探測器也具有顯著的缺點，封閉式飛彈高速移動和熱能輻射很容易被檢測到，飛彈迫近的信號會在飛機的雷達上顯示出來，從而引起駕駛員的警覺。
- 由於採取光學目標尋找，战场遮蔽，如烟雾、雾、雨，能降低操纵手目视到目标的能力，也影响到制导激光。
- 操纵手的训练水平非常关键，因為星紋飛彈不光採取紅外製導的方式進行飛彈制導，還採取了鐳射制導和雙基線制導模式。這使得飛彈必須保持鎖定狀態直到擊中目標，加大了對使用者體能挑戰和學習難度。

## 簡史

### 开发
1980年代初期，通过评估导弹与高炮的防空能力，在經歷戰爭的評估後認為有必要發展高炮和導彈以增強地對空防空能力，因此表明高速導彈系統最能滿足防空的需要，並且製造出以取代現有的肩射導彈。英国总参谋部性能需求书(GSR 3979) 得出了對導彈系統的要求，指定以三發齊射來作為導彈彈頭目標，给出了该系统的3种发射平台：
- 自行发射器[6]
- 三联轻型发射具[6]
- 单兵肩射[6]

1984年，英国国防部把研发合同授予英国航宇公司(BAe)与肖特导弹系统公司。英国航宇的型号为“雷电”（Thunderbolt）HVM。肖特公司的實驗版型号贏得了導彈的性能競賽，得到了3.65亿英镑的合同。1986年11月签署了进一步研发与制造合同。

### 服役
1997年9月正式入役英军以替换标枪防空导弹。星紋導彈是為了取代標槍地對空防空導彈而設計的一款多用途導彈，其LML便攜式肩扛版本已有2000具服役中。
1999年9月，展示了对FV432装甲人员输送车的攻击效果。每枚子弹头以1,250m/s飞行速度相当于博福斯40毫米高射炮的炮弹动能，理論上应具足以击穿步兵战车前装甲的動能，可惜其彈頭仍然缺乏空地兩用導彈（如瑞士阿达茨防空反坦克系统）所必需的破甲力。
2001年7月，泰雷兹空防公司获得了星光系统敌我识别合同，據其透露他們已經成功開發出了HVM II型，改善星紋導彈的性能。該導彈的次型增強了導彈作戰半徑進7公里，經過改進的定位鎖定系統能使導彈具備高海拔作戰的能力。
2011年，星紋導彈再次贏得英国轻型多任务导弹的合同，泰雷茲公司宣布同意與國防部重新簽約軍事訂貨，據稱合同訂貨範圍包含星紋飛彈。
2012年，英国国防部宣布在伦敦公寓小区楼顶部署星光防空导弹以保卫伦敦奥运会。國防部稱，該地區是防空分隊唯一合適用作觀測空域使用的位置，所以不排除一些居民對此抱有不滿的必要性。
2013年再度贏得英國國防部訂購200具的合同。

## 實戰經歷

### 2022俄入侵烏克蘭
2022年，於俄烏戰爭中被烏克蘭陸軍使用來擊落戰鬥機，4月初用以成功擊毀一俄羅斯Mi-28攻擊直升機被拍下，為其首次實戰成功記錄。

## 用戶
英国
- HVM星紋飛彈車載飛彈發射器150具

 南非
- 南非陸軍：2002年12月訂購8具星光輕型多管發射器，由南非Kentron公司提供。該訂單建構了南非陸基防空預警系統的第一階段。該系統由兩台 Thales Page 雷達支援。飛彈於2005年10月交付。南非陸軍於2007年10月開始飛彈發射試驗，並於2010年正式服役[17]。

 泰國
- 泰国陆军：2012年订购[18]

 马来西亚
- 马来西亚陆军

 印度尼西亞
- 印度尼西亚陆军：2011年11月订购。订购5个连，200套帶雷達的車載飛彈發射器，装备在路虎与瓦曼塔装甲车，总价1亿英镑。於2014年交付使用[5][19]。

 乌克兰
- 烏克蘭陸軍：於2022年2月24日與俄羅斯爆發戰爭後，在英國軍援中獲得100具。

## 流行文化
- 星纹防空导弹的升级型HVM II在2013年第一人称射击游戏《战地風雲4》（Battlefield 4）中以战场拾取武器之姿出现。
- 在遊戲戰爭雷霆(War Thunder)裡為7階防空飛彈載具

## 参閲
- “箭”式防空导弹（英语：Strela）
- FIM-92刺針便攜式防空飛彈
- SA-18防空导弹
- 红缨-6便携式防空导弹
- 安扎便攜式防空飛彈
- 吹管防空导弹
- 标枪防空导弹
- “西北风”防空导弹
- RBS 70便攜式防空飛彈